# Legazpi (Albay)
Legazpi é uma cidade de segunda classe de renda da cidade na província Albay, nas Filipinas. e a capital da província de Albay, na ilha de Luzon. Também é o centro regional de Bicolandia. É conhecida como a "Cidade Rainha de Luzon do Sul."
Situa-se no centro geográfico da península, entre as duas províncias insulares de Catanduanes e Mascate. Legazpi tem a vantagem estratégica de ser um foco comercial, institucional e de transporte. Na cidade encontra-se a estação termo da linha principal surenha de Philippine National Railways. Também tem um porto com grande atividade exportadora.

## Demografia
De acordo com o censo de 1 maio  de  2020 possui uma população de 209 533 pessoas e 46 445 domicílios.

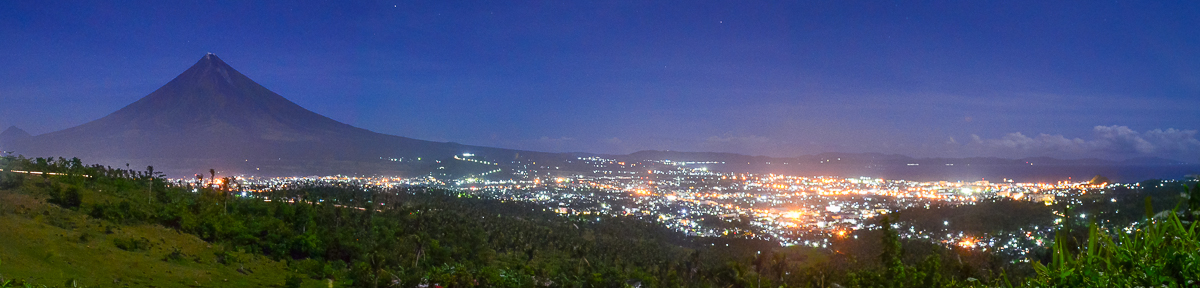
Vista nocturna da cidade.

## Barangayes
Legazpi se divide administrativamente em 70 Barangays.
| - Arimbay - Bagacay - Bagong Abre - Banquerohan - EM’s Barrio - Maoyod Población - Tula-tula - Ilawod West - Ilawod - Ilawod East - Kawit-East Washingt - Rizal Sreet - Cabagñan - EM’s Barrio South - Cabagñan West - Binanuahan West - Binanuahan East - Imperial Court Subd. | - Cabagñan East - Lapu-lapu - Dinagaan - Victory Village South - Victory Village North - Sabang - EM’s Barrio East - Kapantawan - Pigcale - Centro-Baybay - PNR-Peñaranda St.-I - Oro Site-Magallanes - Tinago - Bitano - Bonot - Sagpon Población - Sagmin Población - Bañadero Población | - Baño - Bagumbayan - Pinaric - Bariis - Bigaa - Bogtong - Bogña - Buenavista - Buyuan - Cagbacong - Cruzada - Dap-dap - Dita - Estanza - Gogon - Homapon - Imalnod | - Mabinit - Mariawa - Maslog - Padang - Pawa - Puro - Rawis - San Francisco - San Joaquín - San Roque - Tamaoyan - Taysan - Matanag - Cabugao - Rizal Street - Buragwis - Lamba |